# Natação no Campeonato Mundial de Esportes Aquáticos de 2022 - 50 m livre feminino
A prova dos 50 metros livre feminino da natação no Campeonato Mundial de Esportes Aquáticos de 2022 ocorreu nos dias 24 e 25 de junho, em Budapeste, na Hungria.

## Recordes
Antes desta competição, os recordes mundiais e do campeonato nesta prova eram os seguintes:
| Tipo                  | Atleta         | Tempo  | Local     | Data                |
| --------------------- | -------------- | ------ | --------- | ------------------- |
|                       | Sarah Sjöström | 23s 67 | Budapeste | 29 de julho de 2017 |
| Recorde do campeonato | Sarah Sjöström | 23s 67 | Budapeste | 29 de julho de 2017 |

## Medalhistas
| Ouro                 | Prata                  | Bronze                               |
| Sarah Sjöström (SWE) | Katarzyna Wasick (POL) | Meg Harris (AUS) · Erika Brown (USA) |

## Cronograma
Todos os horários são locais (UTC+2). 
| Data        | Hora  | Evento        |
| ----------- | ----- | ------------- |
| 24 de junho | 09:00 | Eliminatórias |
| 24 de junho | 18:17 | Semifinal     |
| 25 de junho | 18:47 | Final         |

## Resultados

### Eliminatórias
Esses foram os resultados das eliminatórias. A prova foi realizada no dia 24 de junho com início às 09:00. 
| Pos. | Bateria | Raia | Nadadora                     | Nacionalidade             | Tempo | Notas  |
| ---- | ------- | ---- | ---------------------------- | ------------------------- | ----- | ------ |
| 1    | 10      | 4    | Sarah Sjöström               | Suécia                    | 24.40 | Q      |
| 2    | 8       | 4    | Katarzyna Wasick             | Polónia                   | 24.45 | Q      |
| 3    | 9       | 3    | Meg Harris                   | Austrália                 | 24.68 | Q      |
| 4    | 10      | 3    | Erika Brown                  | Estados Unidos            | 24.71 | Q      |
| 5    | 10      | 5    | Zhang Yufei                  | China                     | 24.81 | Q      |
| 6    | 8       | 3    | Anna Hopkin                  | Reino Unido               | 24.82 | Q      |
| 7    | 8       | 6    | Emma Chelius                 | África do Sul             | 24.87 | Q      |
| 8    | 8       | 5    | Torri Huske                  | Estados Unidos            | 24.91 | Q      |
| 9    | 9       | 2    | Julie Kepp Jensen            | Dinamarca                 | 25.04 | Q      |
| 9    | 9       | 6    | Valerie van Roon             | Países Baixos             | 25.04 | Q      |
| 11   | 10      | 7    | Kim Busch                    | Países Baixos             | 25.06 | Q      |
| 12   | 10      | 0    | Kalia Antoniou               | Chipre                    | 25.14 | Q,     |
| 13   | 10      | 2    | Kayla Sanchez                | Canadá                    | 25.15 | Q, RET |
| 14   | 9       | 1    | Petra Senánszky              | Hungria                   | 25.24 | Q      |
| 15   | 8       | 7    | Silvia Di Pietro             | Itália                    | 25.33 | Q      |
| 16   | 10      | 6    | Marie Wattel                 | França                    | 25.34 | Q      |
| 17   | 9       | 7    | Lorrane Ferreira             | Brasil                    | 25.36 | Q      |
| 18   | 8       | 2    | Rika Omoto                   | Japão                     | 25.38 |        |
| 19   | 10      | 1    | Neža Klančar                 | Eslovênia                 | 25.47 |        |
| 20   | 8       | 1    | Jeong So-eun                 | Coreia do Sul             | 25.53 |        |
| 21   | 7       | 5    | Sasha Touretski              | Suíça                     | 25.68 |        |
| 22   | 9       | 9    | Amanda Lim                   | Singapura                 | 25.85 |        |
| 23   | 8       | 9    | Chelsey Edwards              | Nova Zelândia             | 25.91 |        |
| 24   | 7       | 0    | Daria Golovaty               | Israel                    | 25.97 |        |
| 24   | 7       | 4    | Diana Petkova                | Bulgária                  | 25.97 |        |
| 26   | 7       | 6    | Cherelle Thompson            | Trinidad e Tobago         | 26.01 |        |
| 27   | 7       | 1    | Maddy Moore                  | Bermudas                  | 26.04 |        |
| 28   | 8       | 0    | Amel Melih                   | Argélia                   | 26.07 |        |
| 29   | 7       | 3    | Huang Mei-chien              | Taipé Chinesa             | 26.12 |        |
| 30   | 9       | 8    | Jenjira Srisaard             | Tailândia                 | 26.13 |        |
| 31   | 10      | 9    | Anicka Delgado               | Equador                   | 26.18 |        |
| 32   | 7       | 2    | Jasmine Alkhaldi             | Filipinas                 | 26.20 |        |
| 32   | 7       | 7    | Camille Cheng                | Hong Kong                 | 26.20 |        |
| 34   | 7       | 9    | Gabriela Ņikitina            | Letônia                   | 26.25 |        |
| 34   | 8       | 8    | Rūta Meilutytė               | Lituânia                  | 26.25 |        |
| 36   | 6       | 3    | Kirabo Namutebi              | Uganda                    | 26.26 |        |
| 37   | 6       | 4    | Rafaela Fernandini           | Peru                      | 26.31 |        |
| 38   | 6       | 5    | Nikol Merizaj                | Albânia                   | 26.44 |        |
| 39   | 7       | 8    | Karen Torrez                 | Bolívia                   | 26.46 |        |
| 40   | 6       | 7    | Kenisha Gupta                | Índia                     | 26.72 |        |
| 41   | 6       | 1    | Jillian Crooks               | Ilhas Caimã               | 26.75 |        |
| 42   | 6       | 6    | Chloe Farro                  | Aruba                     | 26.98 |        |
| 43   | 6       | 2    | Norah Milanesi               | Camarões                  | 26.99 |        |
| 44   | 5       | 6    | Varsenik Manucharyan         | Armênia                   | 27.08 |        |
| 45   | 6       | 0    | Mikaili Charlemagne          | Santa Lúcia               | 27.16 |        |
| 46   | 6       | 8    | Maria Schutzmeier            | Nicarágua                 | 27.20 |        |
| 47   | 5       | 4    | Maxine Egner                 | Botswana                  | 27.37 |        |
| 48   | 6       | 9    | Marie Khoury                 | Líbano                    | 27.40 |        |
| 49   | 2       | 3    | Olivia Fuller                | Antígua e Barbuda         | 27.81 |        |
| 50   | 5       | 5    | Cheyenne Rova                | Fiji                      | 27.82 |        |
| 51   | 5       | 3    | Lina Khiyara                 | Marrocos                  | 27.83 |        |
| 52   | 1       | 3    | Lucia Ruchti                 | Atleta suspenso pela FINA | 27.92 |        |
| 53   | 2       | 4    | Hana Beiqi                   | Kosovo                    | 28.03 |        |
| 54   | 4       | 4    | Nomvula Mjimba               | Zimbabwe                  | 28.13 |        |
| 55   | 5       | 8    | Dorcas Oka                   | Nigéria                   | 28.14 |        |
| 56   | 5       | 1    | Khema Elizabeth              | Seicheles                 | 28.18 |        |
| 57   | 5       | 0    | Jovana Kuljača               | Montenegro                | 28.37 |        |
| 58   | 5       | 9    | Georgia-Leigh Vele           | Papua-Nova Guiné          | 28.46 |        |
| 59   | 4       | 5    | Antsa Rabejaona              | Madagáscar                | 28.51 |        |
| 60   | 1       | 4    | Marina Abu Shamaleh          | Palestina                 | 28.52 |        |
| 61   | 5       | 7    | Bisma Khan                   | Paquistão                 | 28.57 |        |
| 62   | 4       | 3    | Vorleak Sok                  | Camboja                   | 28.62 |        |
| 63   | 4       | 2    | Ariel Rodrigues              | Guiana                    | 28.71 |        |
| 64   | 3       | 7    | Ayah Binrajab                | Brunei                    | 28.81 |        |
| 65   | 5       | 2    | Yusra Mardini                | Atleta refugiado          | 28.95 |        |
| 66   | 2       | 8    | Ekaterina Bordachyova        | Tajiquistão               | 29.10 |        |
| 67   | 3       | 9    | Kaya Forson                  | Gana                      | 29.25 |        |
| 68   | 4       | 6    | Nafissath Radji              | Benim                     | 29.38 |        |
| 69   | 4       | 8    | Taffi Illis                  | São Martinho              | 30.00 |        |
| 70   | 1       | 5    | Sonia Aktar                  | Bangladesh                | 30.05 |        |
| 71   | 2       | 5    | Hamna Ahmed                  | Maldivas                  | 30.61 |        |
| 72   | 4       | 1    | Tayamika Chang'anamuno       | Malawi                    | 30.81 |        |
| 73   | 3       | 1    | Eunike Fugo                  | Tanzânia                  | 31.06 |        |
| 74   | 3       | 0    | Jinie Thompson               | Marianas Setentrionais    | 31.36 |        |
| 75   | 3       | 5    | Jennifer Lynn Harding-Marlin | São Cristóvão e Neves     | 31.80 |        |
| 76   | 4       | 0    | Alyse Maniriho               | Burundi                   | 31.82 |        |
| 77   | 2       | 0    | Yuri Hosei                   | Palau                     | 32.05 |        |
| 78   | 2       | 2    | Kayla Hepler                 | Ilhas Marshall            | 33.05 |        |
| 79   | 3       | 4    | Roukaya Mahamane             | Níger                     | 33.31 |        |
| 80   | 3       | 3    | Brhane Demeke Amare          | Etiópia                   | 34.92 |        |
| 81   | 2       | 9    | Maesha Saadi                 | Comores                   | 35.26 |        |
| 82   | 3       | 6    | Rita Ekomba Ocomo            | Guiné Equatorial          | 43.27 |        |
| 83   | 2       | 1    | Sainabou Sam                 | Gâmbia                    | DNS   | DNS    |
| 83   | 2       | 6    | Lucie Kouadio                | Costa do Marfim           | DNS   | DNS    |
| 83   | 2       | 7    | Marie Amenou                 | Togo                      | DNS   | DNS    |
| 83   | 3       | 2    | Mashael Al-Ayed              | Arábia Saudita            | DNS   | DNS    |
| 83   | 3       | 8    | Vanessa Bobimbo Loufouimpou  | República do Congo        | DNS   | DNS    |
| 83   | 4       | 7    | Iman Kouraogo                | Burquina Fasso            | DNS   | DNS    |
| 83   | 4       | 9    | Chloe Sauvourel              | República Centro-Africana | DNS   | DNS    |
| 83   | 9       | 0    | Theodora Drakou              | Grécia                    | DNS   | DNS    |
| 83   | 9       | 4    | Shayna Jack                  | Austrália                 | DNS   | DNS    |
| 83   | 9       | 5    | Cheng Yujie                  | China                     | DNS   | DNS    |
| 83   | 10      | 8    | Farida Osman                 | Egito                     | DNS   | DNS    |

### Semifinal
Esses foram os resultados das semifinais. A prova foi realizada no dia 24 de junho com início às 18:17.
| Pos. | Bateria | Raia | Nadadora          | Nacionalidade  | Tempo | Notas            |
| ---- | ------- | ---- | ----------------- | -------------- | ----- | ---------------- |
| 1    | 1       | 4    | Katarzyna Wasick  | Polónia        | 24.11 | Q,               |
| 2    | 2       | 4    | Sarah Sjöström    | Suécia         | 24.15 | Q                |
| 3    | 2       | 5    | Meg Harris        | Austrália      | 24.39 | Q                |
| 4    | 1       | 5    | Erika Brown       | Estados Unidos | 24.59 | Q                |
| 5    | 1       | 3    | Anna Hopkin       | Reino Unido    | 24.60 | Q                |
| 5    | 2       | 3    | Zhang Yufei       | China          | 24.60 | Q                |
| 7    | 1       | 6    | Torri Huske       | Estados Unidos | 24.63 | Q                |
| 8    | 2       | 2    | Julie Kepp Jensen | Dinamarca      | 24.86 | Q                |
| 9    | 2       | 6    | Emma Chelius      | África do Sul  | 24.87 |                  |
| 10   | 1       | 7    | Kalia Antoniou    | Chipre         | 24.94 | Recorde nacional |
| 11   | 2       | 1    | Petra Senánszky   | Hungria        | 24.95 |                  |
| 12   | 2       | 8    | Marie Wattel      | França         | 25.04 |                  |
| 13   | 1       | 2    | Valerie van Roon  | Países Baixos  | 25.19 |                  |
| 13   | 2       | 7    | Kim Busch         | Países Baixos  | 25.19 |                  |
| 15   | 1       | 8    | Lorrane Ferreira  | Brasil         | 25.24 |                  |
| –    | 1       | 1    | Silvia Di Pietro  | Itália         | DSQ   | DSQ              |

### Final
A final foi realizada em 25 de junho às 18:47. 
| Pos.              | Raia | Nadadora          | Nacionalidade  | Tempo | Notas |
| ----------------- | ---- | ----------------- | -------------- | ----- | ----- |
| Medalha de ouro   | 5    | Sarah Sjöström    | Suécia         | 23.98 |       |
| Medalha de prata  | 4    | Katarzyna Wasick  | Polónia        | 24.18 |       |
| Medalha de bronze | 3    | Meg Harris        | Austrália      | 24.38 |       |
| Medalha de bronze | 6    | Erika Brown       | Estados Unidos | 24.38 |       |
| 5                 | 7    | Zhang Yufei       | China          | 24.57 |       |
| 6                 | 1    | Torri Huske       | Estados Unidos | 24.64 |       |
| 7                 | 2    | Anna Hopkin       | Reino Unido    | 24.71 |       |
| 8                 | 8    | Julie Kepp Jensen | Dinamarca      | 24.96 |       |

Legenda
| Recorde mundial       | Recorde mundial (World record)               |                       | Recorde africano                      | Recorde africano (African) |                                           | Q | Classificado por posição (Qualified) |
| Recorde do campeonato | Recorde do campeonato (Championship record)  | Recorde da América    | Recorde da América (Americas)         | q                          | Classificado por melhor tempo (Qualified) |   |                                      |
| Melhor marca do ano   | Melhor marca do ano (World leading)          | Recorde asiático      | Recorde asiático (Asian)              | DNS                        | Não largou (Did not start)                |   |                                      |
| Recorde nacional      | Recorde nacional (National record)           | Recorde europeu       | Recorde europeu (European)            | DNF                        | Não terminou (Did not finish)             |   |                                      |
| Recorde pessoal       | Recorde pessoal do atleta (Personal best)    | Recorde da Oceania    | Recorde da Oceania (Oceania)          | DSQ / DQ                   | Desclassificado (Disqualified)            |   |                                      |
| Recorde da temporada  | Recorde da temporada do atleta (Season best) | Recorde sul-americano | Recorde sul-americano (South America) | NM                         | Sem marca (No mark)                       |   |                                      |